# Palatinus Aranka
Palatinus Aranka (teljes nevén Palatinus Samú Aranka; Muzslya, 1951. december 12. –) vajdasági magyar jogász, író, művész, kritikus, esszéista, újságíró, a Muzslyai Újság első nemzedékének tagja.

## Életpályája

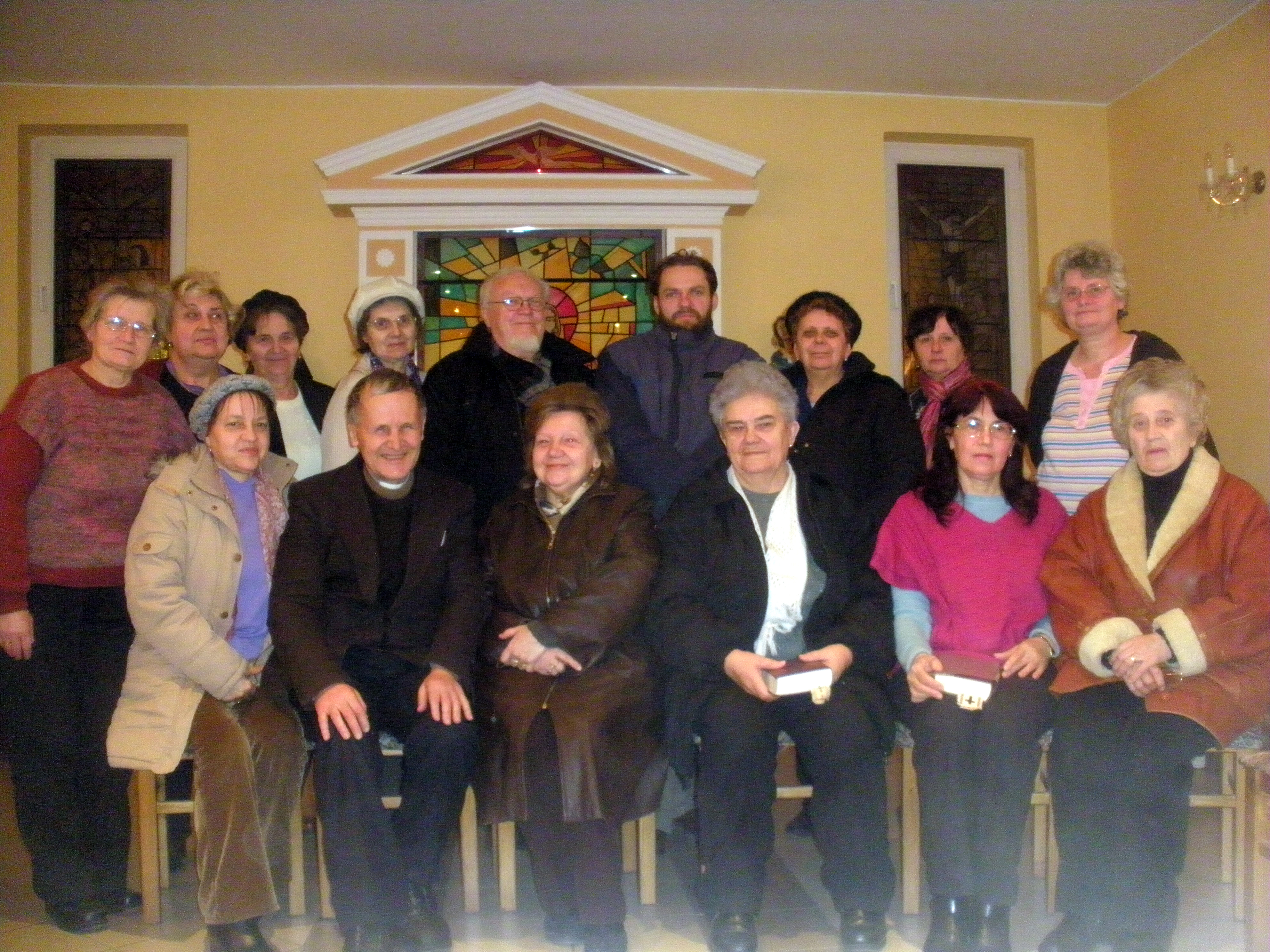
Palatinus Aranka mint bibliacsoport-vezető közös képén Jelen Janez szaléziánussal

Palatinus Aranka Muzslyán született 1951. december 12-én. Az apja Samú Mihály (1913–1990) földműves volt, az anyja, született Papp Ágnes (1915–1998) pedig varrónő. Az általános iskolát Muzslyán, a középiskolát pedig Nagybecskereken, a Közigazgatási Főiskolát Szarajevóban fejezte be. Hivatása jogász.
Muzslyán dolgozott a helyi közösségben mint a muzslyai helyi iroda főnöke és anyakönyvvezetője.

## Munkássága
Író, művész, kritikus, esszéista, újságíró, a Muzslyai Újság első nemzedékének tagja. Művei prózák, elbeszélések, újságcikkek stb. a történelem, a népszokások és a hagyomány, MIRK témájában.

## Művei
- A Szűzanya oltalmában (Kiss Lajos Társaság, Szabadka, Muzslya, 2002)
- Lehel. 50 éves a kézilabda Muzslyán. 1957–2007; tan. Lévai Ferenc, közrem. Bálity Mihály, Palatinus Aranka, Kovács Jolánka, ford. Lévai Ildikó; Kézilabda Klub Lehel, Muzslya, 2007
- Így kezdődött 125 évvel ezelőtt. Örökségünk. Ismerd meg a múltat, hogy megérthesd a jelent, hogy építhesd a jövőt. Nők Klubja Muzslya; Nők Klubja–Grafoprodukt, Muzslya–Szabadka, 2015
- Muzslya 1956. Bővített különnyomat a Létünk 2006/3. Számából. Fórum könyvkiadó, Újvidék, 1971

## Tanulmányok és dolgozatok
1. A muzslyai kántorok (Létünk, 1998. 3-4.)
2. A muzslyai szentbúcsú és a település lakóinak búcsújáró szokásai. (Létünk, 1999. 1-2.)
3. Italfogyasztás a népi kultúrában (Létünk, 2000. 1-2.)
4. Házassági anyakönyvek tanulsága Muzslyán (Létünk, 2001. 1-2.)
5. Kész az étel, gyé kend má önni. Hagyományos táplálkozás a muzslyai parasztházban (Létünk, 2002. 3-4)
6. A forradalom hozta őket össze és A Zrenjanin hetilap irásai 56-ról (Létünk, XXXVI. évfolyam, 2006, 3. szám), Forum Könyvkiadó, Újvidék
7. Muzslyai búcsújárók. (Vajdasági Magyar Helytörténeti Egyesület, Évkönyv 4). Topolya, 2013
8. Csillagos ég, merre sirat engem az édesanyám? Felsőmuzslyaiak az I. világháborúban (VMHE évkönyv 5). Topolya, 2015
9. A II. világháború ártatlan német áldozatai (VMHE, évkönyv 6). Topolya 2016.
10. Az 56-os menekülttáborról Écskán. Bácsország Vajdasági honismereti szemle 2014/4 (71. szám).
11. A megyeszékhely árnyékában, 125 évvel ezelőtt telepitették Muzslyát. Bácsország, 2015/2 (73. szám)
12. „Gyik kend mán aratni!” . Az aratás hagyománya Muzslyán. Bácsország, 2015/3 (74. szám).

### Iratok szerb nyelven
1. Matičarska služba u mom selu (Selo moje u Vojvodini, Glavni i odgovorni urednik Veselin Lazić, II poglavlje: Nastanak i širenje seoskih naselja. Pčesa/Kulturno-Istorijsko Društvo, Novi Sad, 2005
2. Mužlja, Geografske karakteristike i istorijat naselja. Klub Žena „Mužlja“ (Etno Festival Bagljaš, Banat je kao priča, urednik Zoran Slavić, Istorijski Arhiv). Zrenjanin, 2011

## Képgaléria

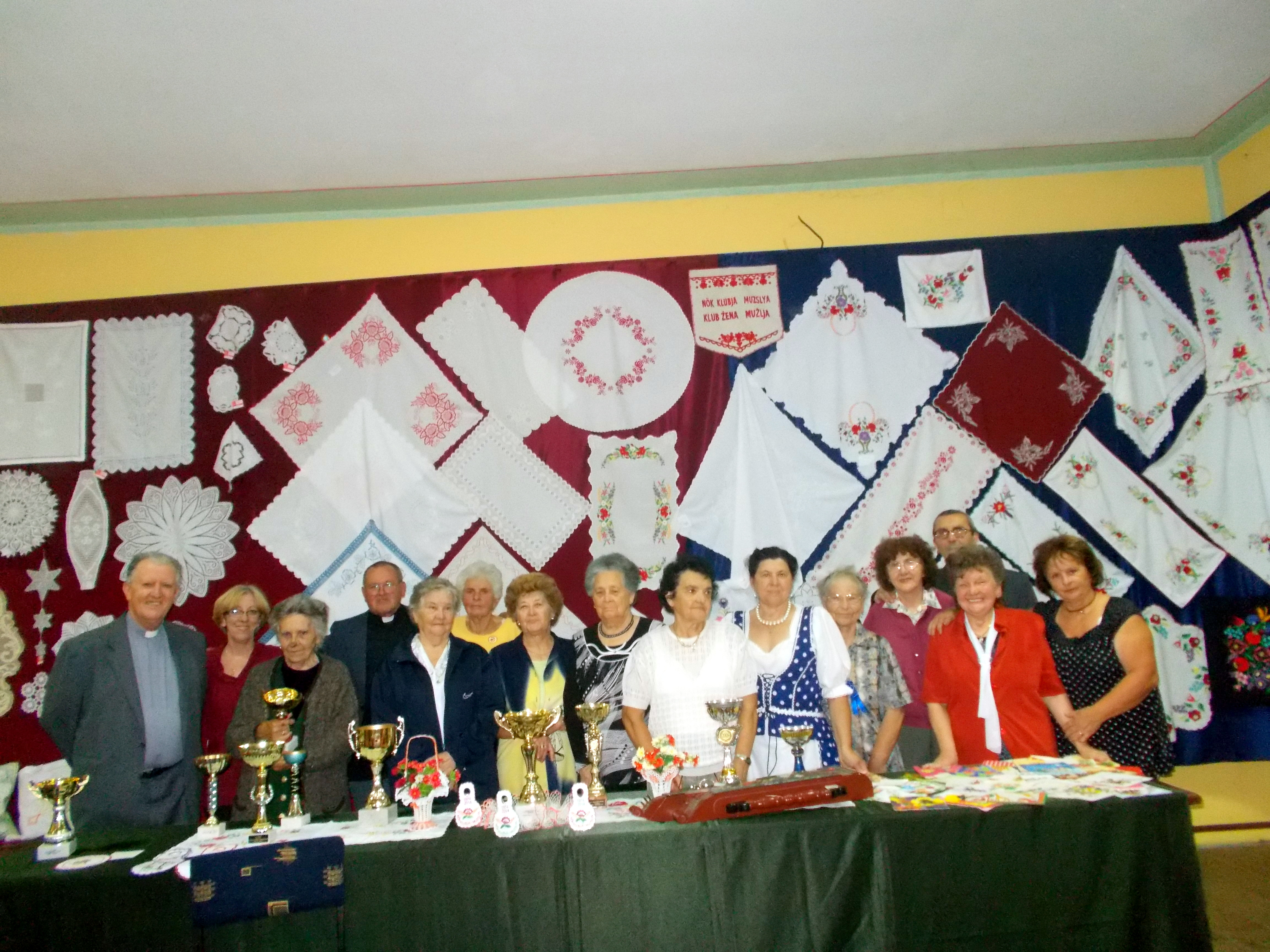
"Klub žena" - "Nőiszervezet" Muzslyán, Vajdaság.
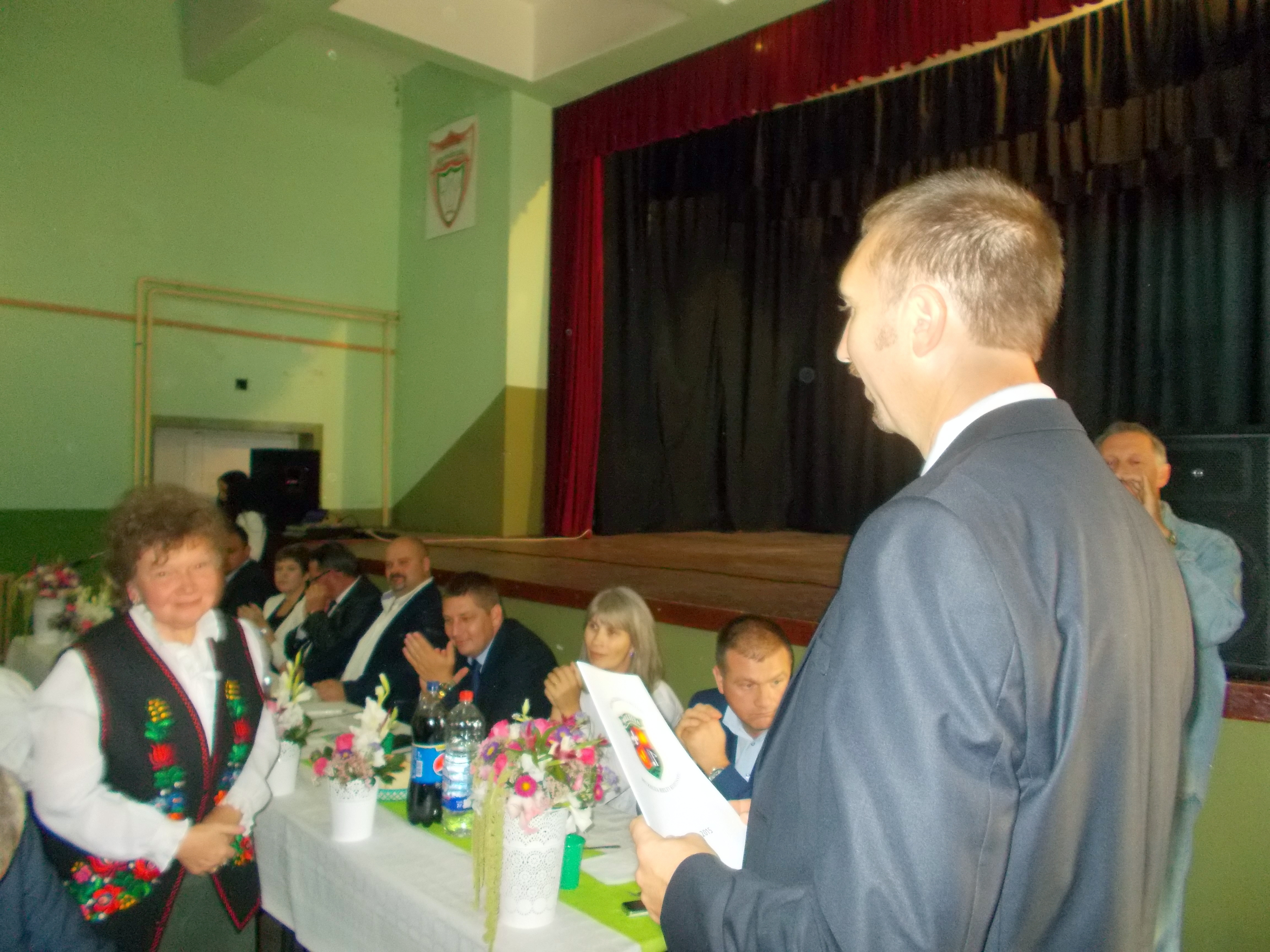
Palatinus Aranka megkapja az elismerést önfeláldozó munkájáért
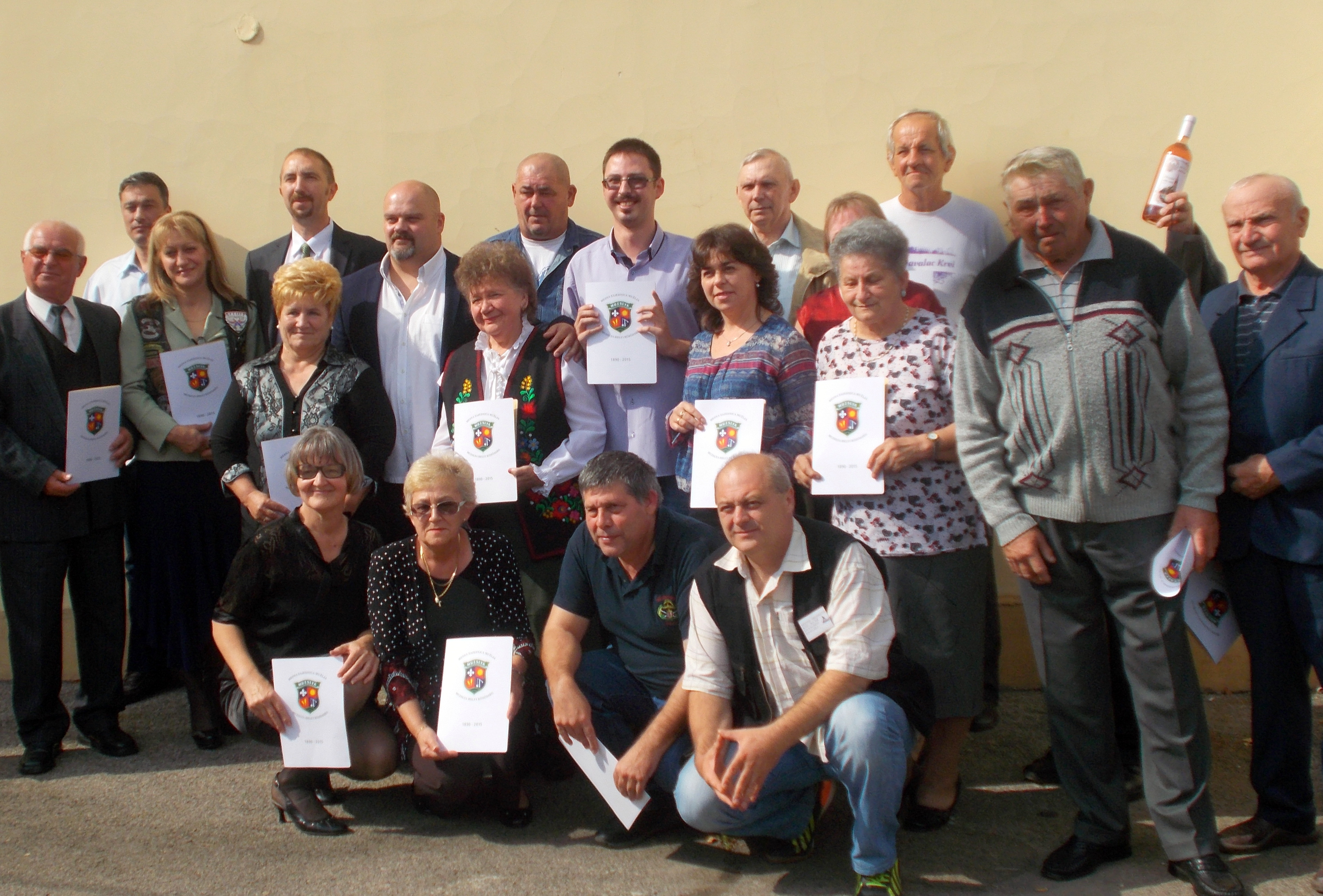
Palatinus Aranka többi Muzslyaiakkal.
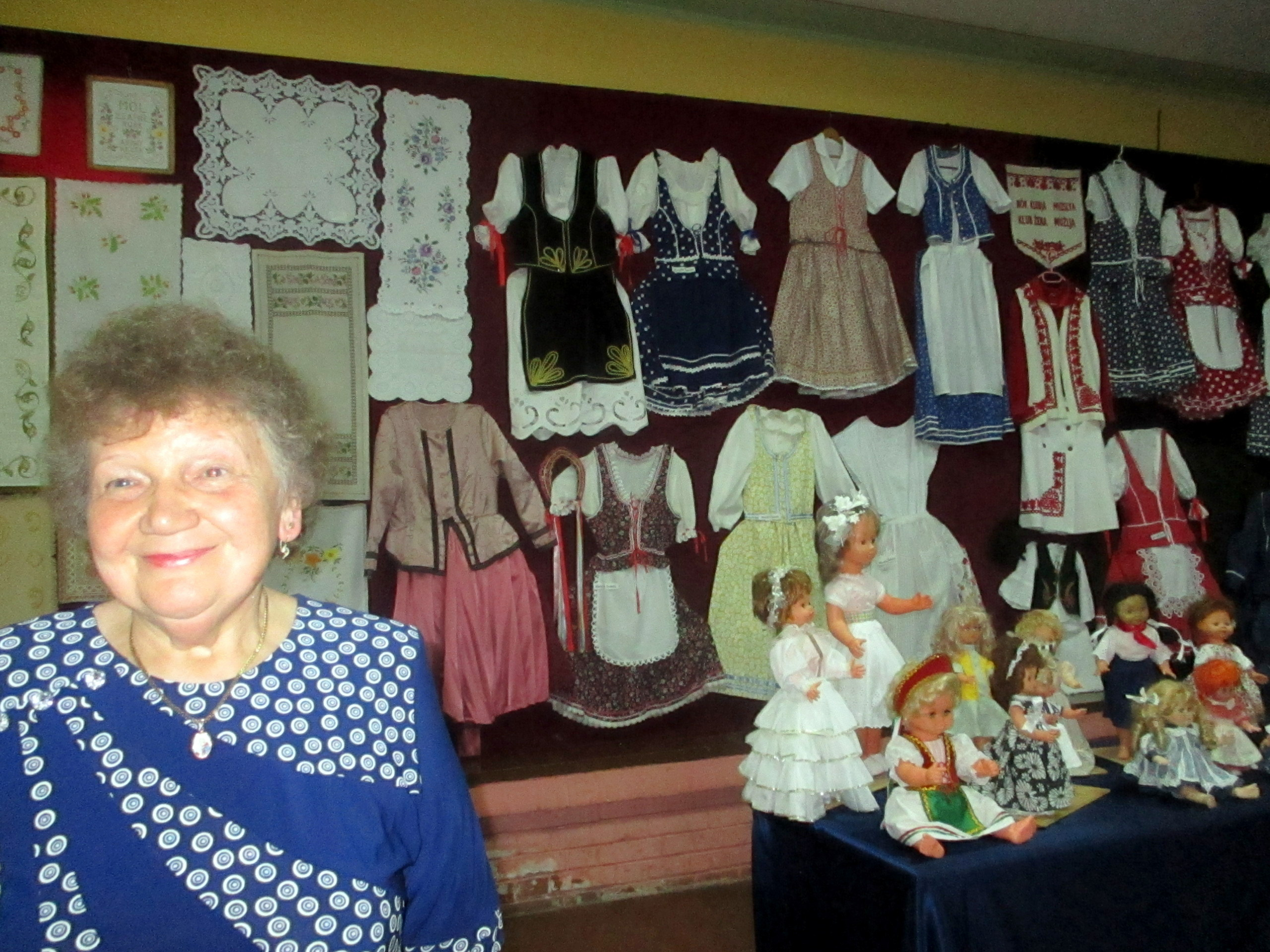
Palatinus Aranka 2016. szeptember 10-én